# Manuel Granell
Manuel Granell Muñiz (Oviedo, 1906 - † Caracas, 12 de novembre de 1993) va ser un filòsof i poeta espanyol, deixeble de José Ortega y Gasset, que va viure gran part de la seva vida a la ciutat de Caracas, Veneçuela, on va fer els millors obres mentre conreava coneixements en la facultat d'Humanitats de la Universitat Central, de la qual era professor de filosofia.

## Llibres
- Cartas filosóficas a una mujer, Revista de Occidente, Madrid 1946.
- Estética de Azorín, Biblioteca Nueva, Madrid 1949.
- Lógica, Revista de Occidente, Madrid 1949.
- El humanismo como responsabilidad, Taurus, Madrid 1959.
- Ortega y su filosofía, Revista de Occidente, Madrid 1960. Segunda edición revisada: Editorial Equinoccio, Caracas 1980.
- Del pensar venezolano, Editorial Catana, Caracas 1967.
- El hombre, un falsificador, Revista de Occidente, Madrid 1968, 281 páginas.
- La vecindad humana. Fundamentación de la Ethología, Revista de Occidente, Madrid 1969, 527 páginas.
- Ethología y existencia, Editorial Equinoccio, Caracas 1977.
- Humanismo integral (Antología filosófica), Editorial Noega, Gijón 1983.